# Марольский социолект

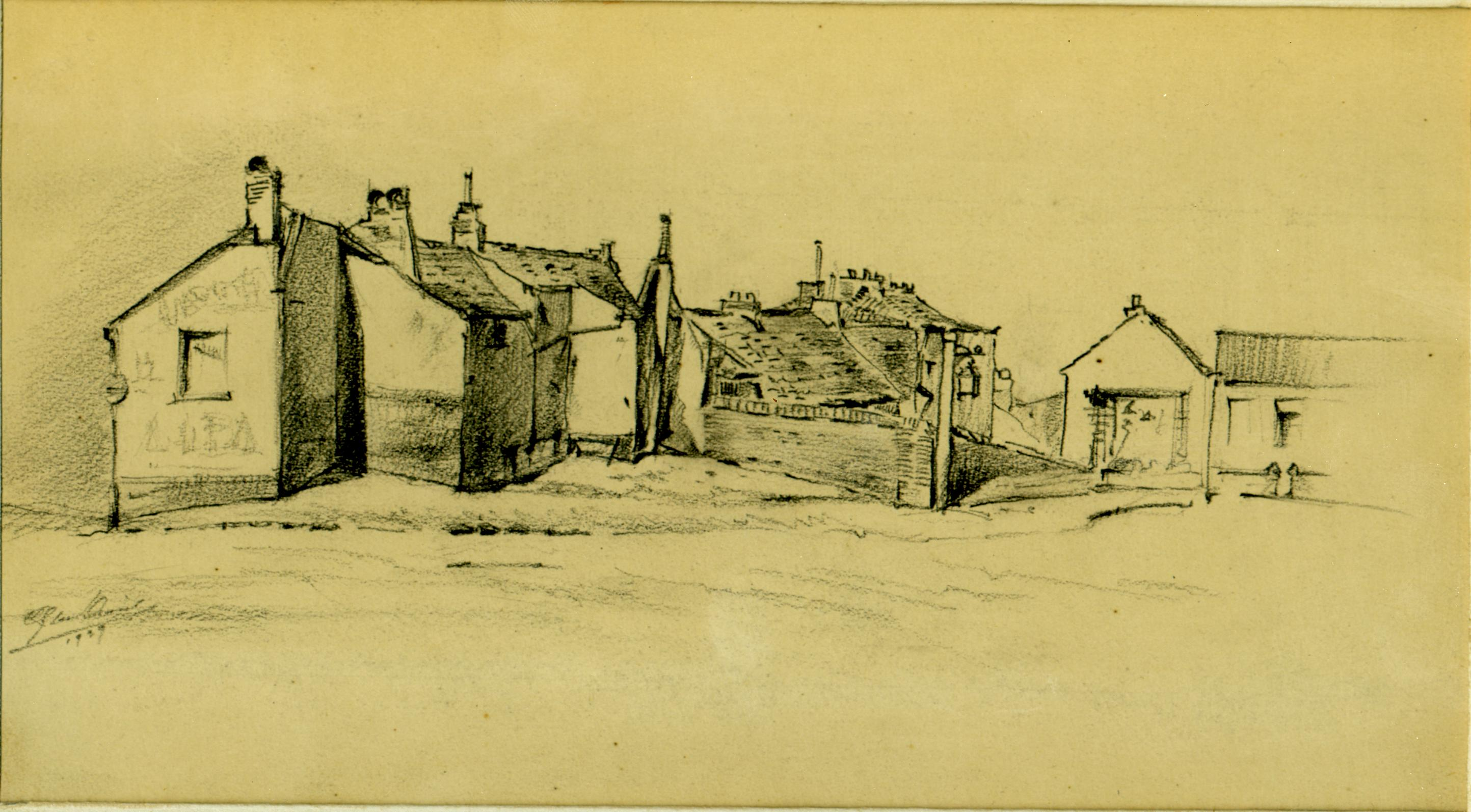
Набросок Мароллы, сделанный в 1939 году Léon van Dievoet

Марольский социолект (фр. Marols или Marollien, нидерл. Brusselse Sproek) — особый «пролетарский» социолект старого Брюсселя. Бытовал в районе города Мароллы, где традиционно селились рабочие, позднее рабочие-валлоны, приезжавшие на работу в Брюссель. Поначалу представлял собой особую разновидность брабантского диалекта нидерландского языка Фландрии с сильным французским и некоторым испанским влиянием времён Испанских Нидерландов. B XVIII веке в Мароллах (которые тогда были нидерландскоязычным районом) стали селиться рабочие из Валлонии. Под их влиянием и возник маролльский диалект, отличающийся от других бельгийско-нидерландских диалектов большим количеством валлонских заимствований. Постепенно французское влияние усилилось и на последних этапах своего существования марольский представлял собой смешанный франко-нидерландский язык, почти непонятный иностранцам, в том числе из-за большого количества нецензурных и ненормативных выражений. В начале XX века был практически полностью вытеснен французским языком в ходе процесса галлизации XIX-XX веков, но он до сих пор используется в постановках кукольных театров, изучается на языковых кафедрах в рамках сравнительно-исторического анализа языков Европы.

## Пример текста на марольском
Na mooie ni paaze da’k ee da poèzeke em zitte deklameire / Allien mo vè aile 't amuzeire / Neineie… ik em aile wille demonsteire / Dat as er zain dee uile me konviksen e stuk in uilen uur drinke. / Dat da ni seulement en allien es vè te drinke.